# Інес, герцогиня Вестерботтенська
Принцеса Інес, герцогиня Вестерботтенська (швед. Ines Marie Lilian Silvia, нар. 7 лютого 2025, Дандерюд, лен Стокгольм, Швеція) — принцеса Швеції, четверта дитина і єдина донька 
принца Карла Філіпа, герцога Вермландського та принцеси Софії, герцогині Вермландської, онука правлячого короля Швеції Карла XVI Густава та його дружини 
королеви Сільвії.

## Народження
2 вересня 2024 року шведський королівський палац поділився новиною про те, що принц Карл Філіп та його дружина принцеса Софія очікують на четверту дитину. Відповідний пост із фотографією пари було опубліковано на сторінці палацу в Instagram.
Принцеса Інес Марі Ліліан Сільвія народилася 7 лютого 2025 року в лікарні Дандерюд о 13 год. 10 хв. за місцевим часом. Вага дитини при народженні становила 3645 грамів, ріст — 49 сантиметрів.
30 квітня 2025 року принцеса Інес вперше з'явилася на публіці разом із батьками та братами під час святкування 79-го дня народження свого діда короля Швеції Карла XVI Густава на балконі Королівського палацу у Стокгольмі.
Принцесу похрестили 13 червня 2025 року у каплиці палацу Дроттінггольм у Стокгольмі.  На церемонії хрещення окрім батьків дитини були присутні король Карл Густав, королева Сільвія, а також сестри принца Карла Філіпа - кронпринцеса Вікторія та принцеса Мадлен із своїми родинами .